# 1992 en science-fiction
| Années de la science-fiction : 1989 - 1990 - 1991 - 1992 - 1993 - 1994 - 1995    |
| Décennies de la science-fiction : 1960 - 1970 - 1980 - 1990 - 2000 - 2010 - 2020 |

L'année 1992 a été marquée, en matière de science-fiction, par les événements suivants.

## Naissances et décès

### Décès
- 6 avril : Isaac Asimov, écrivain américain, mort à 72 ans.
- 19 juillet : Alan E. Nourse, écrivain américain, mort à 63 ans.
- 22 juillet : Reginald Bretnor, écrivain américain, mort à 80 ans.
- 5 septembre : Fritz Leiber, écrivain américain, mort à 81 ans.

## Événements
- Fondation du Club présences d'esprits, association française de science-fiction et de fantasy.

## Prix

### Prix Hugo
- Roman : Barrayar (Barrayar) par Lois McMaster Bujold
- Roman court : L'une rêve et l'autre pas (Beggars in Spain) par Nancy Kress
- Nouvelle longue : Un sujet en or (Gold) par Isaac Asimov
- Nouvelle courte : Marche au soleil (A Walk in the Sun) par Geoffrey A. Landis
- Livre non-fictif : The World of Charles Addams par Charles Addams
- Film ou série : Terminator 2 : Le Jugement dernier, réalisé par James Cameron
- Éditeur professionnel : Gardner Dozois
- Artiste professionnel : Michael Whelan
- Œuvre d'art originale : couverture de The Summer Queen par Michael Whelan
- Magazine semi-professionnel : Locus, dirigé par Charles N. Brown
- Magazine amateur : Mimosa (Dick Lynch et Nicki Lynch, éds.)
- Écrivain amateur : Dave Langford
- Artiste amateur : Brad W. Foster
- Prix Campbell : Ted Chiang

### Prix Nebula
- Roman : Le Grand Livre (Doomsday Book) par Connie Willis
- Roman court : Cité de vérité (City of Truth) par James Morrow
- Nouvelle longue : Danny Goes to Mars par Pamela Sargent
- Nouvelle courte : Même Sa Majesté (Even the Queen) par Connie Willis

### Prix Locus
- Roman de science-fiction : Barrayar (Barrayar) par Lois McMaster Bujold
- Roman de fantasy : La Belle endormie (Beauty) par Sheri S. Tepper
- Roman de dark fantasy ou d'horreur : Nuit d'été (Summer of Night) par Dan Simmons
- Premier roman : Brèche vers l'Enfer (The Cipher) par Kathe Koja
- Roman court : La Galerie de ses rêves (The Gallery of His Dreams) par Kristine Kathryn Rusch
- Nouvelle longue : Tous les enfants de Dracula (All Dracula's Children) par Dan Simmons
- Nouvelle courte : Buffalo par John Kessel
- Recueil de nouvelles : Night of the Cooters: More Neat Stories par Howard Waldrop
- Anthologie : Full Spectrum 3 par Lou Aronica, Amy Stout et Betsy Mitchell, éds.
- Livre non-fictif : Science-Fiction: The Early Years par Everett F. Bleiler
- Éditeur : Gardner Dozois
- Magazine : Asimov's Science Fiction
- Maison d'édition : Tor/St. Martin's
- Artiste : Michael Whelan

### Prix British Science Fiction
- Roman : Mars la rouge (Red Mars) par Kim Stanley Robinson
- Fiction courte : Innocent par Ian McDonald

### Prix Arthur-C.-Clarke
- Lauréat : Les Synthérétiques (Synners) par Pat Cadigan

### Prix E. E. Smith Memorial
- Lauréat : Orson Scott Card

### Prix Theodore-Sturgeon
- Lauréat : Buffalo par John Kessel

### Prix Lambda Literary
- Fiction spéculative : The Gilda Stories par Jewelle Gomez

### Prix Seiun
- Roman japonais : Merusasu no shōnen par Hiroe Suga

### Grand prix de l'Imaginaire
- Roman francophone : Le Temps du twist par Joël Houssin
- Nouvelle francophone : M'éveiller à nouveau près de toi, mon amour par Alain Dorémieux

### Prix Kurd-Laßwitz
- Roman germanophone : Fatous Staub par Christian Mähr

## Parutions littéraires

### Romans
- Cybione par Ayerdhal.
- Les Fils de l'homme par P. D. James.
- Le Frère des dragons par Charles Sheffield.
- Gens de la Lune par de John Varley.
- Le Grand Livre par Connie Willis.
- Jumper par Steven Gould.
- Mars la rouge par Kim Stanley Robinson.
- Les Royaumes du mur par Robert Silverberg.
- Le Samouraï virtuel par Neal Stephenson.
- Un feu sur l'abîme par Vernor Vinge.

### Recueils de nouvelles et anthologies
- Thèbes aux cent portes par Robert Silverberg.

## Sorties audiovisuelles

### Films
- Alien 3 par David Fincher.
- Chérie, j'ai agrandi le bébé par Randal Kleiser.
- Forever Young par Steve Miner.
- Freejack par Geoff Murphy.
- RoboCop 3 par  Fred Dekker.
- Universal Soldier par Roland Emmerich.

## Sorties vidéoludiques
- Dune par Cryo Interactive.
- Dune II : La Bataille d'Arrakis par Westwood Studios.